# Iridopagurus dispar
Iridopagurus dispar är en kräftdjursart. Iridopagurus dispar ingår i släktet Iridopagurus och familjen eremitkräftor. Inga underarter finns listade i Catalogue of Life.